# Cestrum corcovadense
Cestrum corcovadense är en potatisväxtart som beskrevs av John Miers. Cestrum corcovadense ingår i släktet Cestrum och familjen potatisväxter. Inga underarter finns listade i Catalogue of Life.